# 郡元停留場

車站圖

郡元停留場（日语：／ Kamoike teiryūjō */?），又稱郡元電車站，是位於鹿兒島縣鹿兒島市鴨池，屬於鹿兒島市交通局（鹿兒島市電）谷山線和唐湊線的電車站。車站編號為I16（1系統）和N20（2系統）。
郡元停留場南邊設有郡元（南側）停留場（日语：／ Kamoike(Minamigawa) teiryūjō */?），該電車站位於鹿兒島市郡元二丁目，為鹿兒島市交通局（鹿兒島市電）谷山線的電車站。車站編號為I17（1系統）。
此站可轉乘市電1系統與市電2系統，同時為2系統的終點站。在轉乘時，乘客下車需要支付車費及領取轉車票。來往2系統（轉乘票為黃色）加治屋町至中郡之間與1系統（轉乘票為綠色）甲東中學校前至谷山之間任意停留場時候不需要另外加付車費。使用IC卡RapiCa或岩崎IC卡的乘客在轉乘時不需要轉乘票。另外此站不靠近指宿枕崎線郡元站，純心學園前停留場比較近該站。

## 歷史
- 1959年12月20日 - 車站啟用。同時唐湊線工學部前至郡元之間開通[2]。啟用當初已經是轉乘站。
- 1990年 - 此電車站至涙橋之間的架空電纜柱計劃改為設於中央。
- 1992年 - 架空電纜柱計劃設於中央。

※在1959年9月30日前，鄰站淚橋停留場曾經名為郡元。

## 2座電車站
郡元設有2個上下車處，靠近鹿兒島市鴨池一方名為郡元，靠近郡元一方名為郡元（南側），實際上是兩座獨立的電車站，車站編號也是分開兩個編號。在鹿兒島市交通局官方網站中，郡元（南側）的電車站會標示為「郡元南」。在轉乘電車時需要在郡元停留場進行。

## 電車站構造
此站設有4面4線的相對式低地台月台。當中郡元停留場和郡元（南側）停留場分別各設有2面2線的相對式月台。四座月台上設有電車接近顯示器和廣播系統。四座月台可讓輪椅人士上落（只限部分輪椅型號），但是電動輪椅人士各由於月台寬度問題使不能使用此電車站。郡元停留場靠近騎射場一方，南側停留場靠近谷山一方設有渡線。車站附近於道路端設有信號塔，由於轉轍器操作自動化，因此通常不會使用。

### 運行系統
本站是谷山線和唐湊線電車站之一。■1系統和■2系統會駛入此站。2系統以此電車站為終點站。
郡元（南側）停留場是谷山線電車站之一。■1系統會駛入此站。早上和深夜時段設有出入廠班次，前往工學部、交通局前方向。

## 使用狀況
| 1日上下車人次變化 | 1日上下車人次變化 |
| 年度              | 1日平均人次       |
| ----------------- | ----------------- |
| 2010年            | 5,500             |
| 2011年            | 5,445             |
| 2012年            | 5,491             |
| 2013年            | 5,461             |
| 2014年            | 5,436             |
| 2015年            | 5,742             |

## 電車站周邊
- AEON鹿兒島鴨池店（日语：イオン鹿児島鴨池店）（舊大榮鹿兒島店）

店內設有臨時售票處，也設有發行RapiCa與增值機。
- 鹿兒島縣廳舍（日语：鹿児島県庁舎）
- 鹿兒島市醫師會醫院（日语：鹿児島市医師会病院）
- 鹿兒島市中央保險中心

### 巴士路線
最近此站的巴士站是鴨池巴士站和中郡停留場。郡元巴士站距離此電車站400米以上，在國道225號上，巴士站較近淚橋停留場。因此以「郡元」作為站名的JR、市電和巴士站均位於不同位置。

#### 鴨池巴士站
鹿兒島市營巴士
- 北行
  - 14號線、19號線：市政廳前（與市電1系統並行，經新屋敷、天文館）
- 南行
  - 14號線（谷山線）：慈眼寺團地（經郡元停留所、南鹿兒島站前、谷山停留場）
  - 19號線（南紫原線）：紫原（經郡元停留所、南鹿兒島站前）

鹿兒島交通
- 北行
  - 2號線（動物園線）：鹿兒島站前、水族館（日语：いおワールドかごしま水族館）（經市立醫院前、天文館）
  - 4號線（AEON鹿兒島線）：鹿兒島站前（經新屋敷、鹿兒島中央站、天文館）
  - 5、6、7、8、14號線：金生町（經新屋敷、市立醫院、天文館）
  - 知覧線、加世田線：金生町（經大門口）
  - 指宿線、知覧線、枕崎線：金生町（經新屋敷、中央站、天文館）
- 南行
  - 2號線（動物園線）：動物園（日语：平川動物公園）（經谷山站前）
  - 4號線（AEON鹿兒島線）：卸本町、慈眼寺團地（經AEON（日语：イオンモール鹿児島）、交通安全中心）
  - 5號線（七島線）：卸本町、七島一丁目（經谷山停留場、交通安全中心）
  - 6號線（慈眼寺團地線）：慈眼寺公園、慈眼寺團地（經谷山站）
  - 7號線（慈眼寺團地線）：國際大學、慈眼寺團地（經谷山站）
  - 8號線（中山團地線）：親睦運動場（經竹之迫、希望丘、中山團地）
  - 14號線（大学醫院線）：大學醫院（經郡元）
  - 知覧線：知覧（特攻觀音入口）（日语：知覧特攻平和会館）（經谷山站、平川）
  - 指宿線：指宿、山川棧橋（日语：山川港）（經谷山駅、平川、喜入）
  - 枕崎線：川邊高校（日语：鹿児島県立川辺高等学校）、枕崎（經谷山站）
  - 加世田線（普通）：大坂、加世田（經谷山站、白川）

#### 中郡巴士站
鹿兒島市營巴士
- 9號線（武岡、鴨池港線）：鴨池港／武岡運動場（經鹿大正門前、高麗橋、中央站）

## 相鄰電車站
鹿兒島市交通局
鹿兒島市電■1系統
鴨池（I15）－郡元（I16）－郡元（南側）（I17）－淚橋（I18）
鹿兒島市電■2系統
中郡（N19）－郡元（N20）

## 注腳
1. ↑  .   [2021-05-20]. （原始内容存档于2009-08-23）.
2. ↑  《日本鉄道旅行地図帳 12号 九州・沖縄》 p.52 新潮社
3. ↑  《鹿児島市電が走る街 今昔》 p.46 水元景文 JTB出版 2007年
4. ↑  《鐵道畫刊》 1989年3月增刊號（NO.509）p.141
5. ↑  国土数値情報(駅別乗降客数データ)  （页面存档备份，存于）（日語） - 國土交通省，2018年12月10日參閲
6. ↑  「鹿児島市新交通バリアフリー基本構想」 （页面存档备份，存于）（日語）- 2010年度
7. ↑  ラピカ自動券売積増機をダイエー鹿児島店に設置しました！ （页面存档备份，存于）（日語） - 鹿兒島市交通局 2012年1月6日

## 外部連結
- 鹿兒島市交通局 （页面存档备份，存于）（日語）